# Bacaninseln
Die Bacaninseln (früher Batchianinseln) sind eine indonesische Inselgruppe im Pazifischen Ozean. Die Inseln gehören zu den Molukken und liegen im südlichen Teil der Provinz Maluku Utara („Nord-Molukken“). Namensgebend ist die gleichnamige Hauptinsel Bacan.

## Geographie
Die Bacaninseln bestehen aus etwa 80 Inseln. Hauptinsel ist Bacan, mit einer Größe von 1900 km². Sie ist vulkanischen Ursprungs und liegt etwa 20 Kilometer vor der Küste der südlichen Halbinsel von Halmahera. Größte Siedlung ist Labuha an der Westküste.
Zweitgrößte Insel ist Kasiruta im Nordwesten. Im Westen befindet sich Mandioli (höchste Erhebung: 311 Meter), gegenüber der Bucht von Labua auf Bacan. Zwischen den beiden größeren Inseln liegt die Insel Obit. Nordwestlich von Kasiruta befinden sich etwas abseits Latalata (höchste Erhebung: 358 Meter) und Muari.
Die Insel Bacan ist dicht bewaldet. Auf den Inseln gedeihen Kokospalmen, Sagopalmen und Gewürznelkenbäume, die hier natürlich verbreitet sind. Die Megachile pluto, die größte Bienenart der Welt, wurde auf den Bacaninseln ursprünglich entdeckt.

## Einwohner
Auf der Insel Bacan leben schätzungsweise 13.000 Menschen. Die meisten Bewohner der Inselgruppe leben an den Küsten.

## Geschichte
Anfang des 16. Jahrhunderts lag der Hauptort eines Kleinreiches, dessen Einflussbereich sich auf die Insel Bacan und im Süden bis zur Nordküste von Seram erstreckte, auf der Insel Kasiruta. 1513 landeten die ersten portugiesischen Handelsschiffe auf Bacan, eine Festung wurde 1558 errichtet. Die portugiesische Festung wurde 1609 von der Niederländischen Ostindien-Kompanie als Beginn der niederländischen Herrschaft über die Inseln durch Vizeadmiral Hoen eingenommen. Die Nordmolukken besaßen zu dieser Zeit das Monopol auf den  Handel mit den begehrten Gewürznelken. Ende des 16. Jahrhunderts scheint das Bacanreich dem Sultanat von Tidore tributpflichtig gewesen zu sein. 
Während einer Revolte des Tidore-Prinzen Nuku gegen die Vorherrschaft der Niederländer auf den Molukken, die von 1780 bis 1810 dauerte, konnten mit dessen Unterstützung Ende der 1790er Jahre die Inseln von englischen Händlern eingenommen werden. Nach 1816 fiel die Herrschaft über Indonesien wieder an die Niederländer, die 1889 den Inselmonarchen gegen eine von ihnen eingesetzte lokale Verwaltung ersetzten.

## Verkehr
Von Labuha aus bestehen Schiffsverbindungen, unter anderem zur Insel Obi im Süden und bis nach Ternate im Norden.